# Wings
|  | Per a altres significats, vegeu «Wings (desambiguació)». |

Wings (de vegades anomenat Paul McCartney and Wings) va ser un grup de rock anglès format per l'ex-Beatle Paul McCartney el 1971 (un any després de la separació de The Beatles), que va estar actiu fins a 1981.

## Membres
Durant els seus deu anys de vida, la banda va patir nombrosos canvis de formació, amb constants abandonaments i noves adhesions, quedant reduït en dues ocasions a tres persones: Paul, Linda i Denny Laine, l'ex-guitarrista de The Moody Blues.
| 1971-1972 | 1975-1977 |
| --- | --- |
| - Paul McCartney: veu, baix, guitarra i teclats - Linda McCartney: veu i teclats - Denny Laine: veu, guitarra, baix i piano - Denny Seiwell: bateria                                               | - Paul McCartney: veu, baix, teclats i guitarra - Linda McCartney: veu i teclats - Denny Laine: veu, guitarra, baix i piano - Jimmy McCulloch: veu, guitarra i baix - Joe English: veu, bateria i percussió |
| 1972-1973 | 1977-1978 |
| - Paul McCartney: veu, baix, guitarra i teclats - Linda McCartney: veu i teclats - Denny Laine: veu, guitarra i baix - Denny Seiwell: bateria - Henry McCullough: veu i guitarra                   | - Paul McCartney: veu, baix, teclats, guitarra i bateria - Linda McCartney: veu i teclats - Denny Laine: veu, guitarra, baix i piano                                                                        |
| 1973 | 1978-1981 |
| - Paul McCartney: veu, baix, teclats, guitarra i bateria - Linda McCartney: veu i teclats - Denny Laine: veu, guitarra, baix i piano                                                               | - Paul McCartney: veu, baix, teclats, guitarra i bateria - Linda McCartney: veu i teclats - Denny Laine: veu, guitarra i piano - Laurence Juber: veu i guitarra - Steve Holley: veu, bateria i percussió    |
| 1974-1975 | |
| - Paul McCartney: veu, baix, teclats i guitarra - Linda McCartney: veu i teclats - Denny Laine: veu, guitarra, baix i piano - Jimmy McCulloch: veu i guitarra - Geoff Britton: bateria i percussió | |

## Discografia
- Wild Life (1971)
- Red Rose Speedway (1973)
- Band on the Run (1973)
- Venus and Mars (1975)
- Wings at the Speed of Sound (1976)
- Wings over America (1976) - àlbum en viu
- London Town (1978)
- Wings Greatest (1978) - àlbum recopilatori
- Back to the Egg (1979)
- Wingspan: Hits and History (2001) - àlbum recopilatori